# Партизанский отряд имени Панайота Волова
Партизанский отряд «Панайот Волов» (болг. Партизански отряд „Панайот Волов“) — подразделение Народно-освободительной повстанческой армии Болгарии, находившееся в ведении 3-й Пазарджикской повстанческой оперативной зоны. Бригада действовала в районе города Пазарджик.

## История
Первым партизаном в окрестностях Пазарджика стал Сотир Сотиров, присоединившийся к подполью в 1941 году. В 1942 году там стали формироваться мелкие партизанские группы.
В начале осени 1943 года была образована партизанская рота имени Стефана Караджи. В январе 1944 года она вместе с ротой имени Кочо Честименского взяла Виноградец, а 15 февраля вела тяжёлый бой за вершину Еледжик. Из-за огромных жертв рота имени Караджи восстанавливала свою численность и перегруппировывалась на протяжении всей весны.
15 июля 1944 года выросшая по численности рота была преобразована в отряд имени Панайота Волова. В июне того же года к нему присоединились роты имени Хаджи Димитра и Йордана Ципоркова. Командиром бригады стал Ангел Чалыков, комиссаром — Лука Навуштанов.
Летом 1944 года вместе с партизанским отрядом имени Ангела Кынчева и бригадой «Чепинец» (около 350 человек суммарно) отряд имени Панайота Волова провёл большую партизанскую акцию в сёлах Варвара, Симеоновец и Семчиново и на вокзале Варвара. Партизаны организовывали выступления в поддержку Отечественного фронта, сжигали полицейские архивы и растаскивали со складов вермахта в селе Симеоновец оружие.
В связи с этой акцией власти объявили оходу на отряд, который вместе с бойцами отряда Кынчева и бригады «Чепинец» участвовал в битве при Милевых скалах против превосходящих сил армии и жандармерии.
9 сентября 1944 года отряд участвовал в установлении власти Отечественного фронта в Пазарджике и его окрестностях.